# Sagan à toute allure
Sagan à toute allure est un livre de  la journaliste et écrivaine française Marie-Dominique Lelièvre paru le 10 janvier 2008 aux Éditions Denoël.
Il s’agit d’un essai biographique de 343 pages sur l’écrivaine Françoise Quoirez dite Françoise Sagan.
Marie-Dominique Lelièvre est auteure de romans et de biographies. Journaliste, elle collabore notamment à Marianne — et auparavant à L’Événement du jeudi —, L'Express, Libération où elle est portraitiste. 

## Résumé
Dans son livre, Marie-Dominique Lelièvre offre une biographie presque intime de l’auteure de Bonjour tristesse, le premier livre de Françoise Sagan qui connait un énorme succès alors qu’elle n’a pas encore 20 ans. Elle devient alors un modèle pour beaucoup, peu après la seconde guerre mondiale.
Mais l’ouvrage donne accès aux confidences des amis très proches de Sagan tels que « Florence Malraux et Bernard Frank, mais aussi ses secrétaires, sa dernière compagne, son fils, sa banquière, ses médecins, ses éditeurs ou sa gouvernante » qui alimentent le livre.
De même, le lecteur peut découvrir les goûts littéraires, musicaux, vestimentaires, mobiliers ou autres de ce personnage emblématique.

### Contenu et anecdotes
- Enfant, Françoise Delphine Quoirez est surnommée « Kiki »[2].
- Une trentaine de photos en noir et blanc, titrée Histoire du Kiki, illustre l'édition de 2008.
- Plus tard, la jeune Françoise Delphine Quoirez prend le surnom de Sagan en hommage à Proust qui lui-même s'est inspiré de Boson de Talleyrand-Périgord, Duc de Sagan et de Talleyrand, pour son personnage du duc de Guermantes[3].
- Dans le chapitre du même titre que l'ouvrage, Marie-Dominique Lelièvre évoque la passion de Françoise Sagan pour les voitures de sport et le grave accident de la route qui a failli lui coûter la vie le 13 avril 1957[4].

## Éléments biographiques de Françoise Sagan
Elle est née le 21 juin 1935 à Cajarc dans le Lot, de son vrai nom Quoirez.
Son enfance se déroule à Paris mais durant sa scolarité, elle se révèle passionnée de littérature. Elle meurt le 24 septembre 2004 à Honfleur dans le Calvados à l’âge de 69 ans.

## Prix et distinctions
- 2008 : Grand prix de l'héroïne Madame Figaro, catégorie Biographie
- 2008 : sélectionné pour le Prix France Télévisions, catégorie Essai

## Éditions
- Denoël, 352 pages + 16 p. hors texte, 32 ill., 140 x 205 mm,  (ISBN 9782207256947), Code distributeur : B25694, Thème : littérature, Catégorie > Sous-catégorie : Littérature française > Biographies, Hors collection Série Biographies, Parution : 10-01-2008[5]
- Collection Folio (n° 4889), Gallimard, Parution : 09-04-2009, 416 pages, sous couverture illustrée, 108 x 178 mm, Achevé d'imprimer : 23-03-2009,  (ISBN 9782070379828) - Code distributeur : A37982[6]